# Arqarly
Arqarly är en ort i Kazakstan.   Den ligger i oblystet Almaty, i den östra delen av landet, 900 km sydost om huvudstaden Astana. Arqarly ligger 462 meter över havet och antalet invånare är 611.
Terrängen runt Arqarly är platt. Runt Arqarly är det mycket glesbefolkat, med 5 invånare per kvadratkilometer. Det finns inga andra samhällen i närheten. Trakten runt Arqarly består i huvudsak av gräsmarker.